# Астрагал австрійський
Астрагал австрійський (Astragalus austriacus) — вид трав'янистих рослин з родини бобові (Fabaceae), поширений у центральній, південній, східній Європі, у Казахстані, Сибіру.

## Опис
Багаторічна рослина 10–40 см. Листочки від вузько-лінійних до ниткоподібних, іноді у нижніх листків довгасто-лінійні. Віночок світло-блакитний з фіолетовою верхівкою човника. Боби лінійно-ланцетні, 5–13 мм завдовжки, 1–1.8 мм завширшки.

## Поширення
Поширений у центральній, південній, східній Європі, у Казахстані, Сибіру.
В Україні вид зростає у степах, на степових і кам'янистих схилах — у пд. ч. Лісостепу, Степу та Степовому Криму.

## Галерея

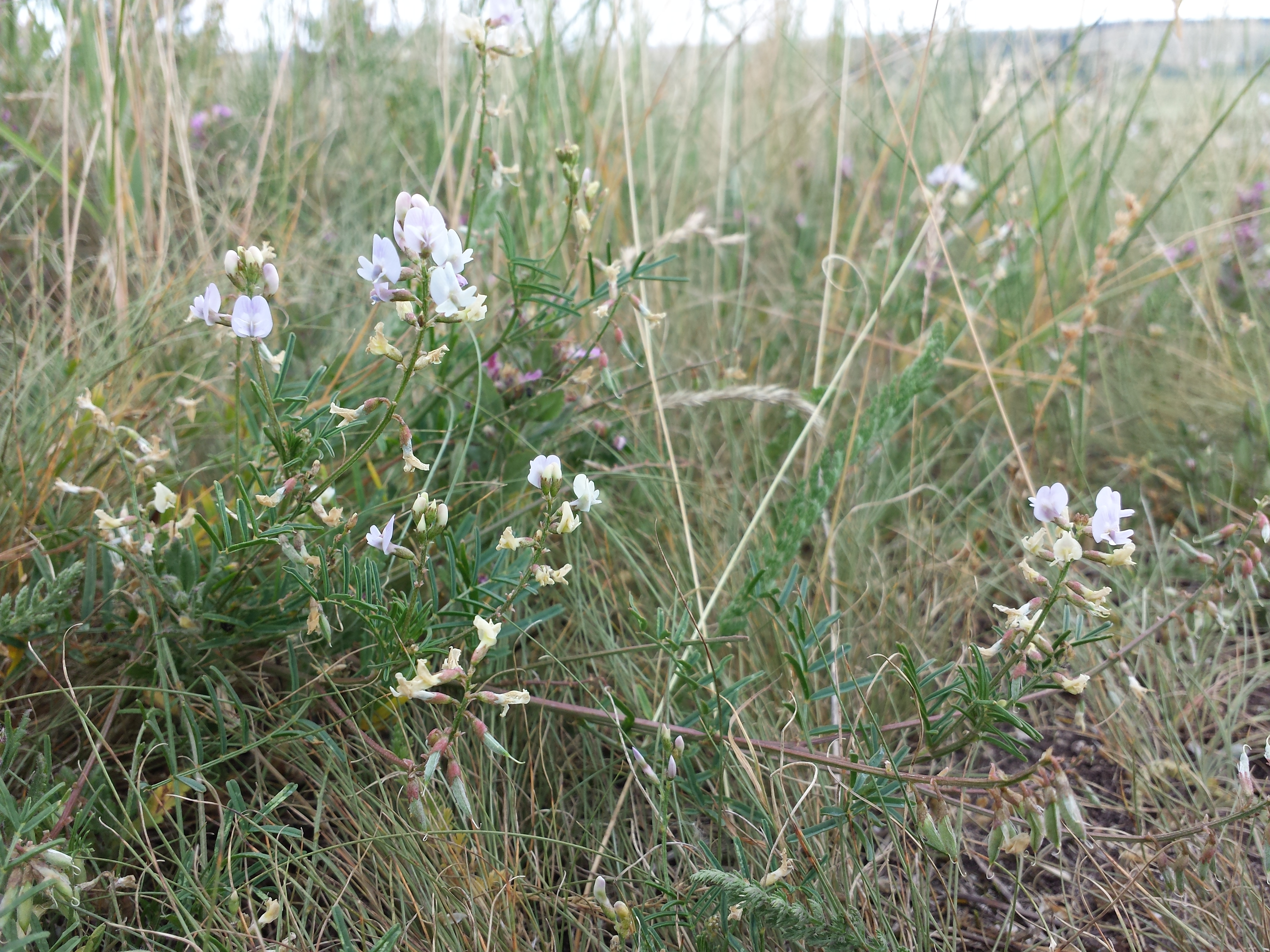
рослина в середовищі проживання
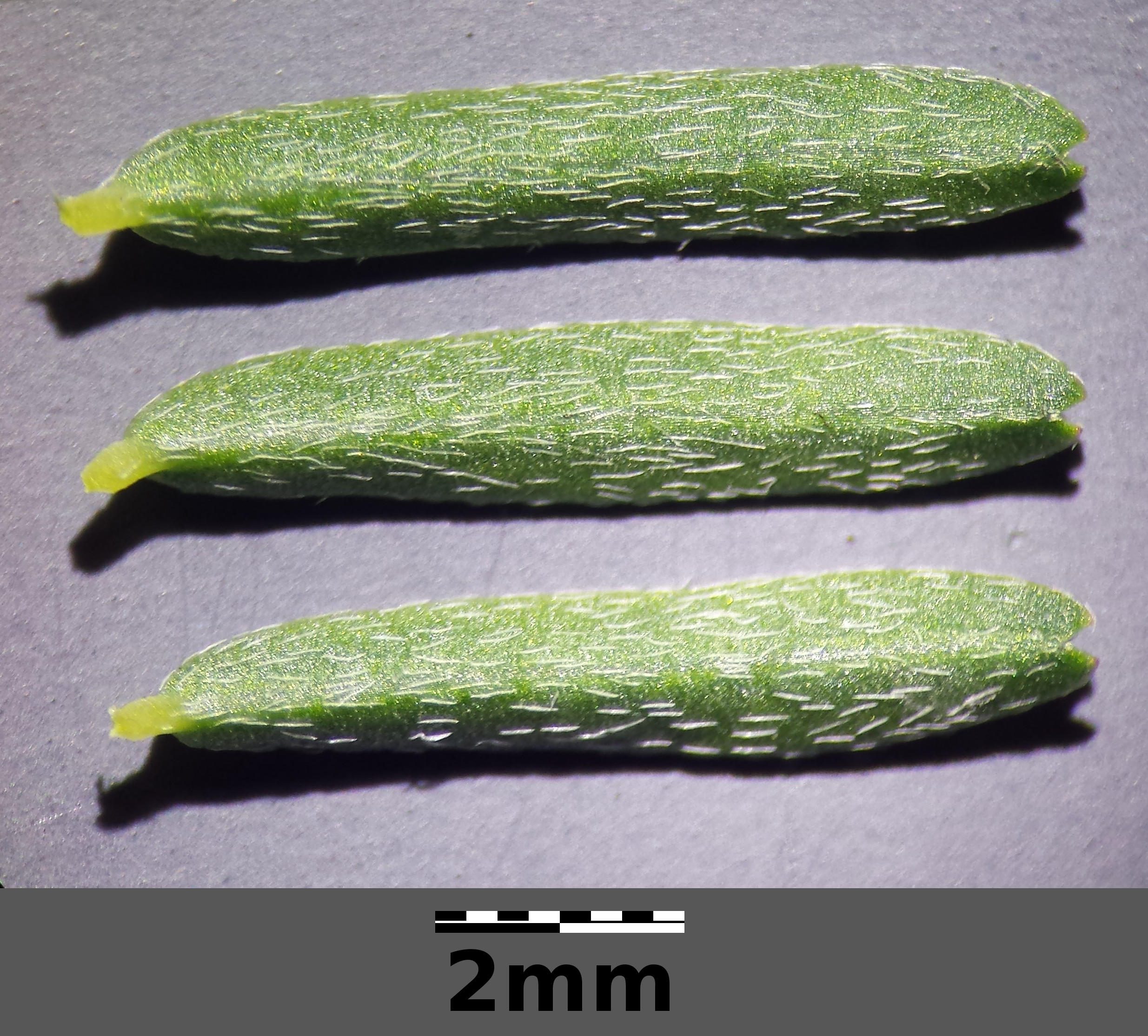
листочки з волосинами
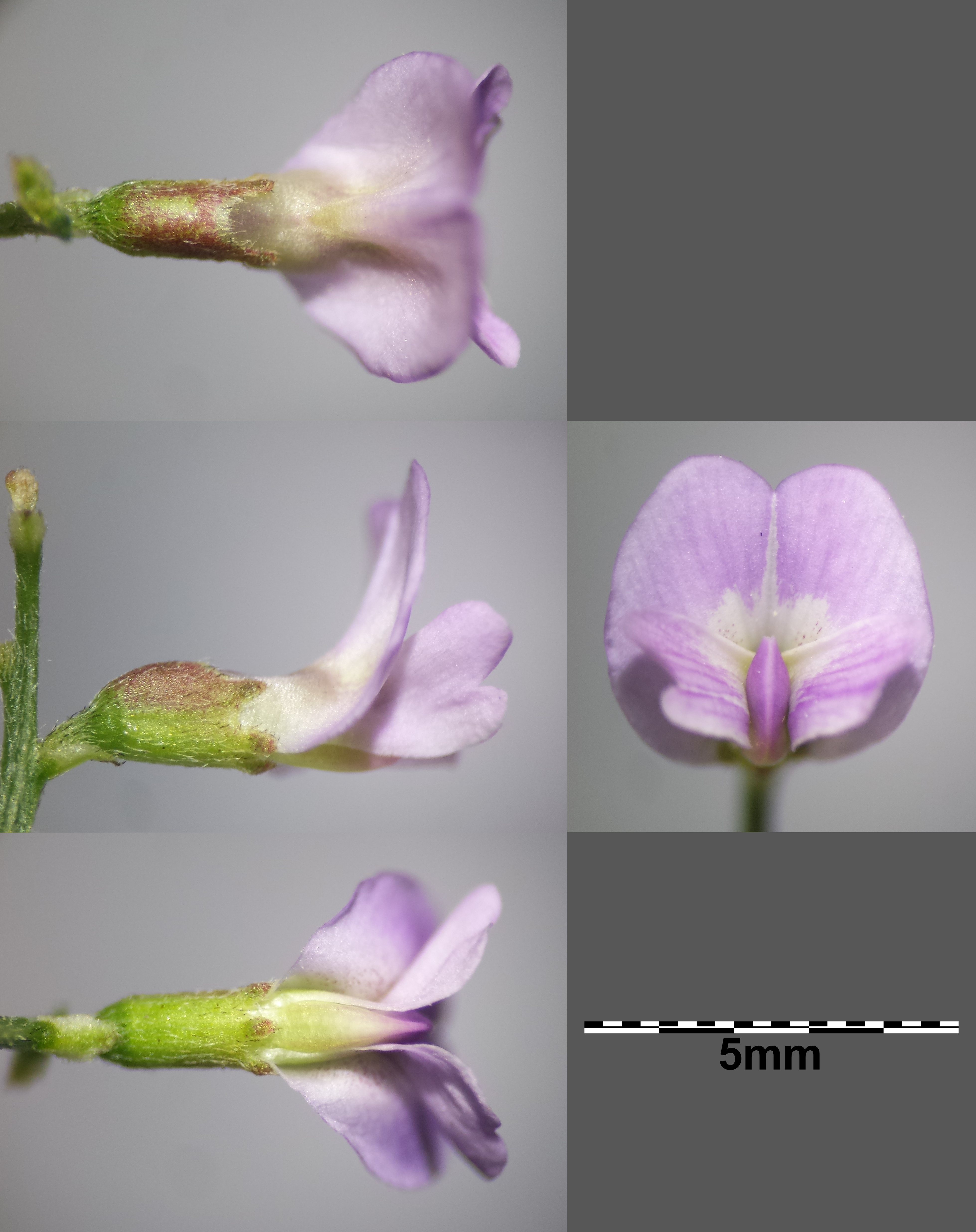
квітка
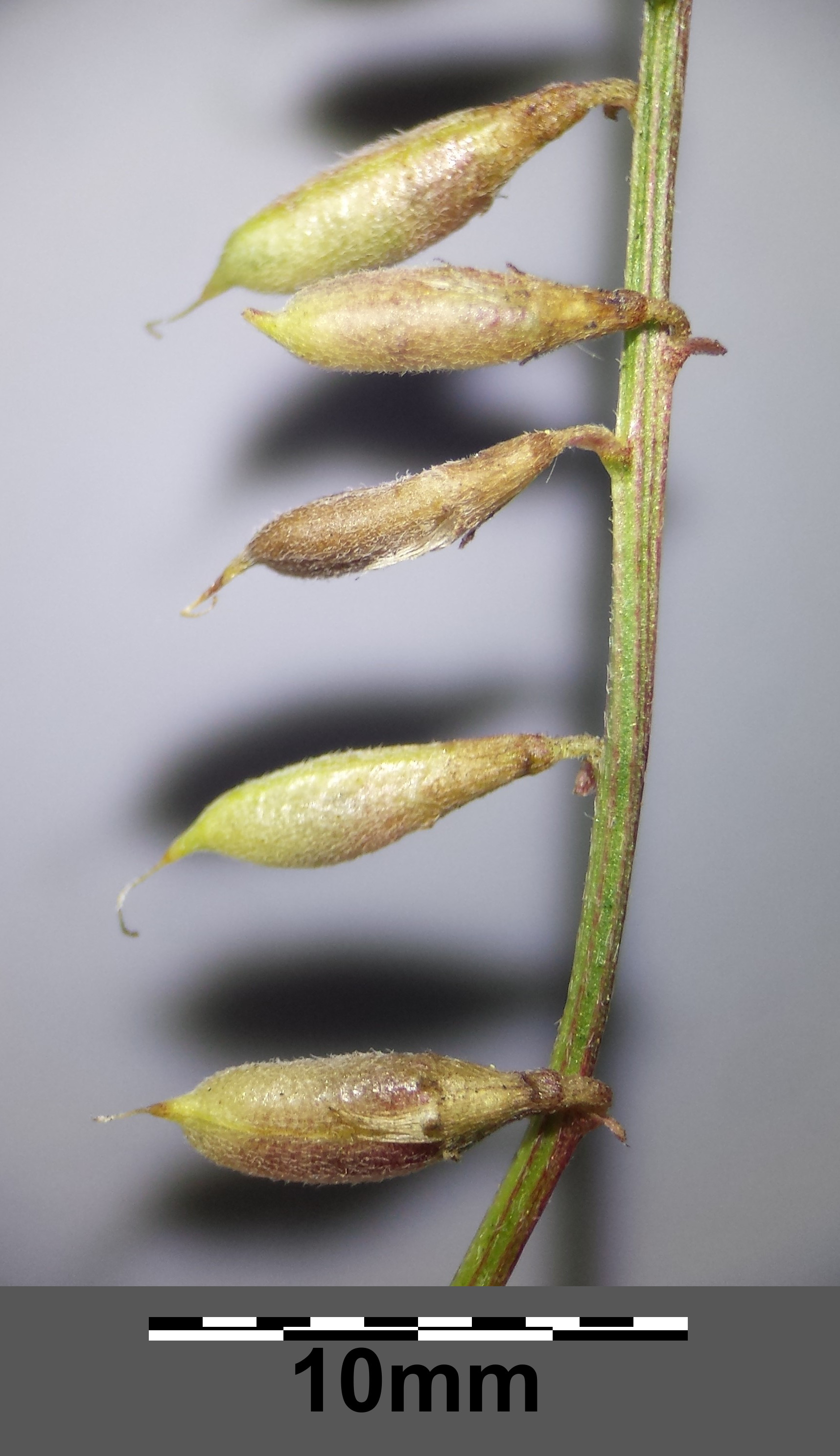
супліддя